# 大日本帝国陸軍兵器一覧
大日本帝国陸軍兵器一覧（だいにっぽんていこくりくぐんへいきいちらん、英:List of Imperial Japanese Army Equipment）は、第二次世界大戦終結にかけ大日本帝国陸軍が保持していた兵器・武器の一覧。

## 銃器

### 小銃
- スナイドル銃
- ピーボヂーマルチニー銃
- マウゼル銃
- 村田銃/村田歩兵銃（十三年式村田銃、十八年式村田銃）
- 村田連発銃（二十二年式村田連発銃）
- 三十年式歩兵銃（三十年式小銃）
- 三八式歩兵銃（三八式小銃）
- 九九式小銃（九九式長小銃）
- 九九式短小銃（九九式小銃）
- 「イ」式小銃
- 「モ」式小銃

#### 騎銃（騎兵銃）
- スペンセル銃
- 村田騎銃
- 連発騎銃
- 三十年式騎銃（三十年式騎兵銃）
- 三八式騎銃（三八式騎兵銃）
- 四四式騎銃（四四式騎兵銃）

#### 空挺隊用小銃
- 試製一〇〇式小銃
- 試製一式小銃
- 二式小銃（テラ銃、二式テラ銃）
- 九九式小銃（挺進用）

#### 狙撃銃
- 三八式改狙撃銃 - 制式名称不明
- 九七式狙撃銃
- 九九式狙撃銃
- 九九式短狙撃銃（九九式狙撃銃）

#### 自動小銃
- 試製自動小銃甲号
- 試製自動小銃乙号
- 試製自動小銃丙号
- 四式自動小銃

### 拳銃
- スミスウエッソン拳銃
- 二十六年式拳銃
- 十四年式拳銃
- 九四式拳銃
- 二式拳銃
- 南部式大型拳銃（南部式大型自動拳銃）
- 南部式小型拳銃（南部式小型自動拳銃）
- 浜田式自動拳銃（一式拳銃）
- 杉浦式自動拳銃
- 「モ」式大型拳銃
- コルト M1903
- ブローニング M1910
- 小型オルトギース拳銃[1]

#### 信号拳銃
- 十年式信号拳銃

### 機関銃
- 馬式機関砲（馬式機関銃）
- 保式機関砲（保式機関銃）
- 三八式機関銃

#### 重機関銃
- 三年式機関銃
- 九二式重機関銃
- 試製九八式水冷式重機関銃
- 一式重機関銃

#### 軽機関銃
- 十一年式軽機関銃
- 九六式軽機関銃
- 九九式軽機関銃
- 試製一式軽機関銃
- 試製三式軽機関銃
- 「チ」式七粍九軽機関銃（智式軽機関銃、チェッコミンボルナイト軽機関銃、チェッコミンボルナイト機銃など）

#### 車載機関銃
- 九一式車載軽機関銃
- 九二式車載十三粍機関銃/機関砲
- 九七式車載重機関銃
- 試製四式車載重機関銃

#### 高射機関銃
- 高射機関銃
- 試製双連高射機関銃

#### 航空機関銃
- 試製航空機用機関銃 - 三年式機関銃を航空機用機関銃として改修したもの
- 「ビ」式E型機関銃（ヴィッカーズ .303インチ クラスE機関銃）
- 八九式固定機関銃
- 八九式旋回機関銃
- 八九式旋回機関銃（特）
- 九八式固定機関銃
- 九八式旋回機関銃
- 一式旋回機関銃（テ三/テ3）
- テ一/テ1（試製単銃身旋回機関銃）
- テ四/テ4（試製単銃身旋回機関銃二型、八九式旋回機関銃（改単）、九九式旋回機関銃）
- 「イ」式七．七粍機関銃（ブレダ-SAFAT 7.7mm機関銃）
- 「イ」式十二．七粍機関銃（ブレダ-SAFAT 12.7mm機関銃）

#### 機関短銃
- 試製一型機関短銃
- 試製二型機関短銃
- 一〇〇式機関短銃
- ス式自動拳銃
- ベ式自動拳銃

### 擲弾器・擲弾筒

#### 擲弾器
- 甲号擲弾銃（擲弾銃）
- 乙号擲弾銃 - 三八式歩兵銃を改修して擲弾銃としたもの
- 一〇〇式擲弾器
- 二式擲弾器（「タテ」器）
- 簡易擲弾器 - 一〇〇式擲弾器の代用。木製またはトタン板製のもので、製作は現地部隊において行う
- 自動砲用「タ」弾投擲器 - 九七式自動砲を用いて40mmないし50mm級タ弾を投擲するもの

#### 擲弾筒
- 十年式擲弾筒
- 八九式重擲弾筒
- 試製一〇〇式重擲弾筒
- 試製大擲弾筒 - 九七式曲射歩兵砲の弾丸を使用

## 火砲・投擲器
- アームストロング砲
- ウイットル砲
- ミトライユーズ砲
- ガットリング砲
- ノルデンフェルド砲（ノルデンフェルド四連二十五粍機関砲） - 日清戦争にて押収

### 野戦砲

#### 野砲
- 四斤野砲 - 本砲はフランス式火砲で、斤はキログラムを表わす。口径86.5mm
- 克式八糎野砲 ※克式=クルップ式
- 克式七糎半野砲
  - 克式七十五粍鋼砲（七糎半鋼砲） - 克式七糎半野砲の前身
- 七糎野砲（七珊米野砲、七珊野砲）
- 三十一年式速射野砲
- 三吋野砲（三吋速射野砲） - 日露戦争では鹵獲3インチ野砲を用いて戦利野砲隊を編成した
- 三八式野砲
  - 改造三八式野砲
- 九〇式野砲
  - 機動九〇式野砲
- 九五式野砲
- 七糎七野砲 - 満州事変にて押収した火砲を小改修して昭和12年に準制式制定したもの。口径77.7mm

#### 山砲
- 四斤山砲
  - 長四斤山砲 - 通称弥助砲 ※十二斤臼砲も同名で呼称される
- ブロドウェル山砲（ブロードエル山砲、ブロドウェル山砲、ブロードウェル山砲） - 口径6cmのものと7cmのものがあった
- 七糎山砲（七珊米山砲、七珊山砲）
- 三十一年式速射山砲（三一式山砲）
- 四一式山砲
  - 四一式山砲（歩兵用） - 四一式山砲を歩兵部隊用に小改修したもの。連隊砲と通称された
  - 四一式山砲II型 - 空挺部隊用に改修したもの
- 九四式山砲
- 九九式十糎山砲
  - 九九式十糎山砲（薬莢式） - 九九式十糎山砲を完全弾薬筒式に改修したもの
- ボ式山砲 ※ボ式=ボフォース式
- 試製一式七糎半山砲（試作）
- 試製一式十糎山砲（試作）

#### 騎砲（騎兵砲）
- 四一式騎砲

#### 野戦軽榴弾砲
- 九一式十糎榴弾砲
  - 機動九一式十糎榴弾砲
- 十四年式十糎榴弾砲 - 満州事変にて押収した火砲を小改修して昭和12年に準制式制定したもの。口径100mm。
  - 改造十四年式十糎榴弾砲 - 十四年式十榴に九一式十榴の弾丸を使用できるよう改修を施したもの
- 九九式十糎山砲
  - 九九式十糎山砲（薬莢式） - 九九式十糎山砲を完全弾薬筒式に改修したもの
- 試製一式十糎山砲（試作）

### 野戦重砲

#### 榴弾砲
- 克式十二糎榴弾砲
- 克式十五糎榴弾砲
- 三八式十二糎榴弾砲
- 三八式十五糎榴弾砲
- 試製十五糎榴弾砲 - 四年式十五榴の原型
- 四年式十五糎榴弾砲
- 試製九二式十五糎榴弾砲
- 九六式十五糎榴弾砲
- ラ式十五糎榴弾砲
- 試製二十一糎榴弾砲 - 九六式十五加の砲架に試製二十一糎砲身を載せたもの

#### 加農（加農砲・カノン砲）
- 三八式十糎加農
- 十四年式十糎加農
- 九二式十糎加農
- 試製大威力十糎加農 - 九六式十五榴の砲架に試製十糎半陣地高射砲の砲身を乗せたもの

### 重砲（要塞砲・攻守城砲・海岸砲）

#### 臼砲
- 十二栂臼砲
- 十三栂臼砲
- 二十栂臼砲
- 二十九栂臼砲
- 十二斤臼砲 - 通称弥助砲 ※長四斤山砲も同名で呼称される
- 九糎臼砲 - 要塞用装備として開発
  - 青銅九糎臼砲
  - 鋼製九糎臼砲
- 十五糎臼砲 - 要塞用装備として開発
  - 青銅十五糎臼砲
  - 鋼製十五糎臼砲
- 九八式臼砲 - 秘匿名称として無砲弾、ム弾、技四甲、技四甲型等と呼称。名称は臼砲であるが、構造上は外装式迫撃砲の一種である
- 即製十五糎木製臼砲（木砲）
- 試製二十糎臼砲 - ラ式十五榴の砲架に試製二十糎砲身を載せたもの

#### 榴弾砲
- 二十八糎砲 - 二十八珊砲、二十八糎榴弾砲とも
- 四五式二十糎榴弾砲
- 四五式二十四糎榴弾砲
- 七年式三十糎榴弾砲
  - 七年式三十糎短榴弾砲
  - 七年式三十糎長榴弾砲
- 試製四十一糎榴弾砲
- 九六式二十四糎榴弾砲
- 試製一〇〇式重榴弾砲（計画） - 試四十一榴の後継火砲
  - 試製一〇〇式重榴弾砲（短）
  - 試製一〇〇式重榴弾砲（長）

#### 加農（加農砲・カノン砲）
- 十九糎加農
- 二十四糎加農
  - 改正二十三口径二十四糎加農
  - 改正二十六口径二十四糎加農
- 十二糎速射加農
- 九糎速射加農
- 三十口径二十七糎加農
- 三十六口径二十七糎加農
- 克式十糎半速射加農
- 四五式十五糎加農
  - 七年式十五糎加農
  - 九〇式十五糎加農
- 七年式十糎加農
- 十一年式七糎加農
- 八九式十五糎加農
- 九六式十五糎加農
- ラ式十五糎加農

#### 輸入火砲
- 加式二十七糎加農 ※加式=カネー式
- 斯式二十七糎加農 ※斯式=シュナイダー式
- 加式十二糎速射加農
- 馬式十二糎速射加農 ※馬式=マキシム式
- 安式二十四糎加農 ※安式=アームストロング式
- 斯加式九糎速射加農 ※斯加式=シュナイダー・カネー式
- 斯加式十二糎速射加農
- 斯加式二十七糎加農
- 克式砲塔十五糎加農
- 参式砲塔十五糎加農 ※参式=サンシャモン式

#### 砲塔加農（海軍余剰艦砲）
- 砲塔四五口径二十糎加農 - 鞍馬搭載砲
- 砲塔四五口径二十五糎加農 - 安芸搭載砲
- 砲塔四五口径三十糎加農 - 伊吹・生駒・鹿島搭載砲
- 砲塔五十口径三十糎加農 - 摂津搭載砲
- 砲塔四五口径四十糎加農 - 土佐・赤城搭載砲

#### 列車砲
- 九〇式二十四糎列車加農 - 移動式二十四加とも
- 試製一式二十四糎列車加農 - 九〇式二十四加の国産型

### 特種砲

#### 歩兵砲
- 軽迫撃砲
- 狙撃砲
- 十一年式平射歩兵砲
- 十一年式曲射歩兵砲
- 試製歩兵随伴砲
- 試製重歩兵砲
- 九二式歩兵砲（大隊砲）
- 四一式山砲（歩兵用）（連隊砲）
- 九七式曲射歩兵砲
- 三一式歩兵山砲
- 試製九七式歩兵連隊砲
- 試製曲射大隊砲

#### 速射砲・対戦車砲
- 十三粍手動銃
- 九七式自動砲
- 九四式三十七粍砲
  - 一式三十七粍砲
- ラ式三十七粍対戦車砲
- 試製九七式四十七粍砲
- 一式機動四十七粍砲
- 改造馬式五十七粍砲 - 馬式五十七粍速射砲の砲身を利用
- 試製機動五十七粍砲
- 試製五式七糎半対戦車砲
- 試製十糎対戦車砲

#### 戦車砲
- 毘式戦車砲
- 九〇式五糎七戦車砲
  - 九七式五糎七戦車砲
- 九二式車載十三粍機関砲 - 後に機関銃へと区分変更された
- 九四式三十七粍戦車砲
  - 九八式三十七粍戦車砲
  - 一〇〇式三十七粍戦車砲
  - 一式三十七粍戦車砲
- 九四式七糎戦車砲
- 九九式七糎半戦車砲
- 一式四十七粍戦車砲
- 試製五十七粍戦車砲
- 三式七糎半戦車砲
- 五式七糎半戦車砲
- 試製十糎戦車砲（長）

#### 高射砲
- 高角三十七粍砲
- 高射角野砲
- 臨時高射砲 - 三八式野砲の改造型
- 十一年式七糎半陣地高射砲（十一年式七珊半陣地高射砲）
- 十一年式七糎半野戦高射砲（十一年式七珊半野戦高射砲）
- 十四年式十糎高射砲
- 八八式七糎野戦高射砲
  - 八八式七糎野戦高射砲（特） - 陣地固定式
- 試製十糎陣地高射砲 - 砲身は試製大威力十加に流用された
- 九九式八糎高射砲
- 試製九七式四十七粍高射砲
- 試製七糎高射砲
- 押収三.七吋高射砲 - 対英戦で鹵獲
- 三式十二糎高射砲
- 四式七糎半高射砲
- 試製七糎半重高射砲
- 五式十五糎高射砲
- く号兵器

#### 高射機関砲
- ホ式十三粍高射機関砲 - 多くの文献では海軍の九三式十三粍機銃と混同して「九三式十三粍重機関銃」と紹介されている
- 試製九四式野戦二十粍機関砲
- 試製九四式三十七粍機関砲
- 九八式高射機関砲
  - 九八式高射機関砲（特） - 九八式高の船載型
- 試製ホキ砲
- ラ式二十粍高射機関砲
- ラ式三十七粍高射機関砲
- ボ式四十粍高射機関砲
- 一式三十七粍高射機関砲 サキ砲I型
  - 一式多連三十七粍高射機関砲（計画） サキ砲II型
- 二式二十粍高射機関砲 ケキ砲I型
  - 双連二十粍高射機関砲 ソキ砲I型
  - 二式多連二十粍高射機関砲 ケキ砲II型
  - 四式基筒双連二十粍高射機関砲 ソキ砲IV型
- 二式軽量二十粍機関砲 - ホ五の改造型
- 五式四十粍高射機関砲 - ボ式四十粍高の国産型

#### 迫撃砲
- 木製応急迫撃砲（急造迫撃砲） - 各種型式が存在
- 試製迫撃砲 - 口径44mm
- 携帯迫撃砲（十糎半携帯迫撃砲） - 口径106mm
- 迫撃砲 - 口径75mm、薬莢を用いる
- 軽迫撃砲（七珊迫撃砲） - 口径75mm、柄桿式弾丸と薬莢を用いる。歩兵部隊で使用
- 重迫撃砲（九珊迫撃砲） - 口径95mm、柄桿式弾丸と薬莢を用いる
- 七糎半長射程迫撃砲 - 口径75mm、軽迫撃砲と同じ薬莢を用いる
- 九糎長射程迫撃砲 - 口径90mm、重迫撃砲のものを改修した薬莢を用いる
- 特殊迫撃砲 - 口径200mm、外装弾を用いる
- 十一年式曲射歩兵砲 - 歩兵部隊で使用
- 十四年式重迫撃砲 - 野戦重砲と同程度の運動性を有する大威力の火砲。第一次上海事変で海軍に譲渡
- 九〇式軽迫撃砲 - 臼砲に近い砲身後座式の短砲身火砲。制式化後も量産.部隊配備せず、有事生産配備予定兵器。
- 九四式軽迫撃砲 - 毒瓦斯弾投射と榴弾射撃に兼用し得る迫撃砲。歩兵学校が審査するも歩兵ではなく砲兵の独立迫撃大隊に配備砲である。
- 試製九五式擲弾砲（テ砲） - 口径350mm、柄桿式弾丸と薬嚢を用いる
- 九六式中迫撃砲 - 九四式軽迫撃砲の拡大150mm型。墜発式･撃発式併用。瓦斯弾発射機としては九四式軽迫撃砲採用方針により瓦斯弾は未製造。そのため砲生産も少数。
- 九六式重迫撃砲 - 海軍譲渡の十四年式重迫撃砲代替兵器開発及び迫撃砲統一の見地から現制よりも威力大の重迫撃砲。1門のみが製造。
- 九七式曲射歩兵砲 - 歩兵部隊で使用
- 九七式軽迫撃砲 - 九四式軽迫撃砲から駐退復座機を省略して運動性の向上と構造の簡略化を図った。
- 九七式中迫撃砲 - 九六式中迫撃砲から駐退復座機を省略して運動性の向上と構造の簡略化を図った。
  - 九七式中迫撃砲(短)
  - 九七式中迫撃砲(長)
- 九八式臼砲 - 秘匿名称として無砲弾、ム弾、技四甲、技四甲型等と呼称。名称は臼砲であるが、構造上は外装式迫撃砲の一種である
  - 試製九九式短中迫撃砲
- 九九式小迫撃砲 - 歩兵用突撃兵器及び空挺部隊用の前装撃発式小型軽量迫撃砲。
- 試製曲射大隊砲 - 歩兵部隊として開発
- 二式十二糎迫撃砲 - 九七式中迫撃砲後継砲。太平洋戦争中増設師団砲兵隊や機動打撃師団の迫撃砲連隊に配備。機動打撃師団の大隊砲.連隊砲の代用兵器としても配備。
- 試製機動十二糎迫撃砲
- 三式三十糎迫撃砲 - 試製四式重迫撃砲（ハト）に搭載された

※ 分解駄載可なものを軽、分解しても車載なものを中とし、軽・中は毒ガス投射兵器と区分、重砲兵装備する超大型迫撃砲を重とし、重は攻城砲として区分した。

#### 噴進砲
- 試製四式七糎噴進砲 ロタ砲
- 試製九糎噴進砲
  - 試製九糎空挺隊用噴進砲
- 試製四式二十糎噴進砲（試製二十糎噴進弾発射機、試製二十糎ろ弾発射機I型）
  - 試製四式船載二十糎噴進砲
- 試製四式二十四糎噴進砲
- 試製四式二十糎・二十四糎共通木製噴進砲
- 試製四式四十糎木製噴進砲（試製四式四十糎噴進砲）
- 試製十五糎多連装噴進砲
- 対空噴進爆槍

#### 無反動砲
- 試製八十一粍無反動砲
- 試製十糎半無反動砲
- 試製五式四十五粍簡易無反動砲

#### 空挺隊用火砲（らく号火砲）
- 九七式曲射歩兵砲
- 九九式小迫撃砲
- らく号三十七粍砲
- らく号九四式三十七粍砲
- らく号一式三十七粍砲
- らく号狙撃砲（試作）
- 九二式歩兵砲II型（試作）
- 四一式山砲II型（試作）
- 試製九糎空挺隊用噴進砲
- 試製挺進用自動砲（「テジ」砲）

#### 航空機関砲
- 九四式旋回機関砲 - エリコン L 20mm機関砲を改修したもの
- ホ一〇三/ホ103（一式十二．七粍固定機関砲）
- ホ一/ホ1（試製二十粍旋回機関砲）
- ホ三/ホ3（試製二十粍固定機関砲二型）
- ホ五/ホ5（二式軽量二十粍機関砲）
- ホ一五五 I型/ホ155 I型
- ホ一五五 II型/ホ155 II型
- ホ二〇三/ホ203
- ホ二〇四/ホ204
- ホ三〇一/ホ301
- ホ四〇一/ホ401
- ホ四〇二/ホ402
- ホ五〇一/ホ501
- 「マウザー」二十粍機関砲（マウザー MG 151/20） - 「マウザー砲」等とも呼ばれる

#### 航空機搭載砲
- 三十七粍戦車砲 - キ四五およびキ四六IIの一部に搭載
- 「キ一〇九」搭載砲

#### 舟艇砲
- 試製二式船舶用中迫撃砲
- 九八式高射機関砲（特） - 九八式高の船載型
- 四式三十七粍舟艇砲 - 原型は九八式戦車砲
- 試製四式七糎半舟艇砲 - I型の原型は四一式山砲、II型の原型は九九式戦車砲
- 試製四式船載二十糎噴進砲（試製二十糎ろ弾発射機II型）

### 投擲器・その他

#### 爆弾投射機
- 爆弾投射機（九二式十五瓩爆弾用） - 九二式十五瓩爆弾を投射するため、九七式曲射歩兵砲を改修したもの
- 爆弾投射機（九九式三十瓩爆弾用） - 九九式三十瓩爆弾を投射するため、二式十二迫を改修したもの
- 爆弾投射機（九四式五十瓩爆弾用） - 九四式五十瓩爆弾を投射するため、迫撃砲の代わりに三十榴の弾丸を加工して砲身として利用したもの
  - 爆弾投射機（九四式五十瓩爆弾用）I型 - 三十榴弾丸を加工したもの
  - 爆弾投射機（九四式五十瓩爆弾用）II型 - 三十榴弾丸の半成品を加工したもの

#### 爆薬投擲機
- 九八式投擲機

#### 打上筒（阻塞弾発射機）
- 七糎打上筒 - 口径7cmの打上阻塞弾を使用
- 試製八糎打上筒 - 口径8cmの打上阻塞弾を使用

## 車両

### 戦車

#### 軽装甲車（豆戦車）
- カーデン・ロイド MK.IV （試験輸入）
- 九四式軽装甲車 TK車
- 九七式軽装甲車 テケ

#### 重装甲車（騎兵戦車）
- 九二式重装甲車

#### 軽戦車
- ルノー甲型戦車（輸入）
- ルノー乙型戦車（輸入）
- 九五式軽戦車 ハ号
- 九五式軽戦車 ケニ砲
- 九八式軽戦車 ケニ
- 九八式軽戦車 ケニ改
- 二式軽戦車 ケト（空挺戦車）
- 三式軽戦車 ケリ
- 四式軽戦車 ケヌ
- 五式軽戦車 ケホ

#### 中戦車
- 八九式中戦車 甲
- 八九式中戦車 乙
- 試製中戦車 チニ （試作）
- 九七式中戦車 チハ
- 九七式中戦車改 新砲塔チハ
- 試製九八式中戦車 チホ（試作）
- 一式中戦車 チヘ
- 三式中戦車 チヌ
- 四式中戦車 チト
- 五式中戦車 チリ

#### 重戦車
- 試製一号戦車（試作）
- 九一式重戦車（試作）
- 九五式重戦車 ロ号
- オイ車（試作）
- 試製超壕戦車（試作）

#### 水陸両用戦車
- 湿地車
- 試製半装軌式水陸両用戦車（試作）
- SR イ号車（試作）
- SR ロ号車（試作）
- SRII（試作）
- SRIII（試作）
- 試製水陸両用戦車（試作）
- 九五式軽戦車用水上移動装置 カホ機 ※装置の名前
- 特二式内火艇 カミ（海軍）
- 特三式内火艇 カチ（海軍）
- 特四式内火艇 カツ（海軍）
- 特五式内火艇 トク（海軍、原型のみ）

#### 空挺戦車
- 特三号戦車 クロ（計画）

#### 対空戦車
- 全装軌車搭載型 キト（試作）
- 試製対空戦車 タセ（試作）
- 試製対空戦車 ソキ（試作）
- 試製対空戦車 タハ（計画）

#### その他
- 長山号（試作）

### 装甲車両

#### 自走砲
- 一式砲戦車 ホニI
- 一式十糎自走砲 ホニII
- 二式砲戦車 ホイ
- 三式砲戦車 ホニIII
- 四式十五糎自走砲 ホロ
- 試製四式十二糎自走砲 ホト（試作）
- 試製四式重迫撃砲 ハト（試作）
- 試製七糎半対戦車自走砲 ナト（試作）
- 試製五式四十七粍自走砲 ホル（試作）
- 試製五式砲戦車 ホリ（試作）
- 試製五式十五糎自走砲 ホチ（試作）
- 試製十糎対戦車自走砲 カト（試作）
- ジロ車（試作）
- ヒロ車・試製十二糎自走砲（試作） - 九五式重戦車に斯加式十二糎速射加農を搭載した車輌
- 短二十糎自走砲 （試作）
- 短十二糎自走砲（海軍）
- 海軍十二糎自走砲 （海軍、試作）
- 貨車山砲

#### 装輪装甲車
- オースチン装甲車（輸入）
- ウーズレー装甲自動車
- ヴィッカース・クロスレイ装甲車（輸入）
- 九三式装甲自動車（海軍） - 多くの海外文献では「九二式」として誤って伝わる。

#### 装甲兵員輸送車
- 試製九八式装軌自動貨車
- 九八式装甲運搬車
- 一式装甲兵車 ホキ
- 一式半装軌装甲兵車 ホハ

#### 軌上装甲車
- 九一式広軌牽引車
- 九二式広軌牽引車
- 九五式装甲軌道車

#### 戦車回収車
- 九五式野戦力作車
- 装甲工作車

#### 化学戦車輌
- 九四式甲号撒車
- 九四式甲号消車

#### 砲兵用観測車
- 一〇〇式観測挺進車

#### 工兵用車両
- 装甲作業機（SS機） 甲型、乙型、丙型、丁型、戊型
- 超壕機 TG（架橋戦車）
- 機材運搬車 KU
- 潜行掘鑿器（SK器）
- 地雷処理車 チユ（地雷処理戦車）
- 伐開機1号車
- 伐開機 ホK
- 伐掃機
- い号
- 九四式工作機

#### その他
- クーゲルパンツァー（輸入）

### 非装甲車両

#### トラック
- 国産一号甲号自動車（1911）
- ウーズレーCP型（1924）→スミダ六輪自動貨車
- ダット61型（1930）
- 九四式六輪自動貨車→いすゞTU10型
- 九七式炊事自動車
- 九七式四輪自動貨車→いすゞTX40型
- 一式四輪自動貨車→いすゞTX80型(甲),TX60型(乙)
- 一式六輪自動貨車→いすゞTU30型(甲),TU50型(乙)
- 二式四輪自動貨車
- 二式六輪自動貨車
- スキ型4輪駆動水陸両用車（スキ車）
- 四式小型自動貨車

#### 牽引車（砲兵トラクター）
- ホルト五屯牽引車（1919）
- 三屯牽引車（1923）
- 九二式五屯牽引車 イケ
- 九二式八屯牽引車 ニク
- 九四式四屯牽引車 ヨケ
- 九五式十三屯牽引車 ホフ
- 九八式四屯牽引車 シケ
- 九八式六屯牽引車 ロケ
- 九八式牽引自動貨車 コヒ
- 試製重牽引車 チケ（試作）

#### 軍用乗用車
- 九三式四輪乗用車
- 九三式六輪乗用車
- 九五式小型乗用車（くろがね四起）
- トヨタ AA型乗用車
- トヨタ AB型乗用車
- トヨタ AC型乗用車
- 九八式四輪起動乗用車

#### 軍用バイク
- ハーレーダビッドソン各種
- 陸王
- 九三式側車付自動二輪車
- 九七式側車付自動二輪車

#### 軌上車両
- 九七式鉄道牽引車
- 九八式鉄道牽引車
- 一〇〇式鉄道牽引車

#### 輜重車
- 三六式輜重車
- 三九式輜重車

## 航空機

### 戦闘機
- 丙式一型戦闘機（スパッドS.XIIIC1）
- 甲式三型戦闘機（ニューポール24C1）
- 甲式四型戦闘機（ニューポール・ドラージュNiD.29C1）
- 九一式戦闘機
- 九二式戦闘機
- 九五式戦闘機
- 九七式戦闘機
- 一式戦闘機 「隼」（キ43）
- 二式戦闘機 「鍾馗」（キ44）
- 二式複座戦闘機 「屠龍」（キ45改）
- 三式戦闘機 「飛燕」（キ61）
- 四式戦闘機 「疾風」（キ84）
- 五式戦闘機（キ100）
- キ102

#### ロケット特殊防空戦闘機
- キ200 「秋水」（陸海軍共同）

#### ジェット戦闘襲撃機
- キ201 「火龍」

### 爆撃機
- 丁式一型爆撃機（ファルマンF.50）
- 丁式二型爆撃機（ファルマンF.60）

#### 重爆撃機
- 八七式重爆撃機
- 九二式重爆撃機
- 九三式重爆撃機
- イ式重爆撃機（フィアット BR.20）
- 九七式重爆撃機
- 一〇〇式重爆撃機 「呑龍」
- 四式重爆撃機 「飛龍」

#### 軽爆撃機
- 八七式軽爆撃機
- 八八式軽爆撃機
- 九三式単発軽爆撃機
- 九三式双発軽爆撃機
- 九七式軽爆撃機
- 九八式軽爆撃機
- 九九式双軽爆撃機

### 襲撃機
- 九九式襲撃機
- キ102乙

### 偵察機
- モ式四型偵察機
- 乙式一型偵察機
- 八八式偵察機
- 九二式偵察機
- 九四式偵察機

#### 司令部偵察機
- 九七式司令部偵察機
- 一〇〇式司令部偵察機「新司偵」

#### 軍偵察機
- 九九式軍偵察機

#### 直協偵察機
- 九八式直協偵察機

### 指揮連絡機
- 三式指揮連絡機

### 輸送機
- 鴻
- 真鶴
- 九五式輸送機
- 九七式輸送機
- 九七式重爆撃機（輸送機転用・改造型）
- 一〇〇式輸送機
- 一式輸送機
- ロ式輸送機（ロッキード L-14 スーパーエレクトラ）

#### 貨物輸送機
- ロ式貨物輸送機/一式貨物輸送機

#### 特殊輸送機
- 四式特殊輸送機

### 練習機
- 戊式一型練習機（コードロン G.4）
- 九五式一型練習機
- 九五式二型練習機
- 九五式三型練習機

#### 基本練習機
- 四式基本練習機

#### 高等練習機
- 九九式高等練習機
- 一式双発高等練習機
- 二式高等練習機

### 観測機
- カ号観測機
- テ号観測機

### 特殊攻撃機
- 剣
- タ号

### 研究機
- ロ式B型 試作高高度研究機
- キ77 長距離飛行研究機 「A-26」
- キ78 試作高速研究機 「研三」
- 特殊蝶番試作レ号--日本初のヘリコプター

### 遠距離爆撃機
- 富嶽--※Z計画（陸海軍合同・軍需省）
- キ74

## 船舶

### 輸送船
- 宇品丸

### 揚陸艦
神州丸および丙型・M丙型は航空機運用能力を有す。
- 特殊船（舟艇母船）
  - 神州丸（別名として「GL」・「MT」・「龍城丸」）
  - 甲型：摩耶山丸、玉津丸、吉備津丸
    - M甲型：摂津丸、日向丸

  - 乙型（甲小型）：高津丸
  - 丙型：あきつ丸、にぎつ丸（航空艤装無）
    - M丙型：熊野丸、ときつ丸（未成・航空艤装無）

### 揚陸艇
- 機動艇（特大汽艇）
  - SS艇：1号艇-23号艇
  - SB艇：101号艇-128号艇（海軍の第百一号型輸送艦を陸軍へ移管）

### 上陸用舟艇
- 小発動艇（小発）
- 大発動艇（大発）
- 特大発動艇
- 大型発動艇
- 九五式折畳舟
- 九九式重門橋
- 超重門橋

### 護衛空母
対潜哨戒機搭載可能タンカー。
- 特2TL型：山汐丸、千種丸（未成）、瑞雲丸（未成）

### 戦闘艦艇
比較的大型の戦闘用船舶として以下を保有。
- 砲艇型強力曳船：映海丸、照海丸
- 攻潜艇：駆潜艇に相当。隼丸（5001号）、水凪丸（5002号）、紀ノ国丸（5003号）、阿蘇丸（5004号）、神鷹丸（5005号）、高千穂丸（5006号）
- 攻潜艇母船：大正丸、北海丸
- 自衛船隊用の武装船：暁征丸、錦州丸、円島丸（曳船型）、准河丸（曳船型）、治靖丸、大連丸、第一興南丸（捕鯨船改装）、第二警南丸、第三警南丸、第五警南丸
- 防空基幹船：船団防空用に重武装した輸送船。ありぞな丸、善洋丸、佐倉丸、靖川丸、宏川丸、熱田山丸、佐渡丸、神州丸（前掲特殊船）

### 攻撃舟艇
- 装甲艇（AB艇）
- 装甲艇（ST艇）
- 高速艇甲(HB-K)
- 高速艇乙(HB-O)
- 駆逐艇（高速艇丙、カロ艇）
- 試製波号戦闘艇（せは艇）
- 試製仁号戦闘艇（せに艇）
- 五式小護衛艇
- 五式木製大護衛艇
- 鋼製大護衛艇
- 五式雷撃艇
- 五式砲撃艇
- 四式肉薄攻撃艇（まるレ、連絡艇）
- 五式肉迫攻撃艇
- ケ号装置付き肉迫攻撃艇

### 潜水艇・潜航艇
- 三式潜航輸送艇：ゆ1型－ゆ1001型
- 五式半潜攻撃艇
- 潜航攻撃艇
- 浮沈特火点一型・二型・三型
- 西村式豆潜水艇

### その他
- 伊号高速艇（五式高速輸送艇）
- 特殊起重機船：蜻州丸
- 砕氷船：伸洋丸、高島丸（徴用船）

## 爆弾

### 手榴弾
- 手榴弾
- 十年式曳火手榴弾
- 九一式曳火手榴弾
  - 九二式あか曳火手榴弾
  - 九二式みどり曳火手榴弾
- 九七式手投榴弾（九七式手榴弾）
- 九八式柄付手榴弾
- 九九式手榴弾
- 陶器製手榴弾 - 制式名称不明。海軍の「（仮称）手榴弾四型」とは形状が異なる

### 手投弾薬・ガス火具
- 十年式手投照明弾
- 十年式地上信号弾
- 八八式発煙筒
- 八九式「みどり」筒（八九式催涙筒）
- 試製九三式あか筒 - 秘匿名称：特種発煙筒「乙」
- 九三式代用あか筒
- 九三式きい剤現示筒（九三式持久瓦斯現示筒）
- 九四式大発煙筒
- 九四式小発煙筒
- 九四式水上発煙筒
- 九四式代用発煙筒（甲）
- 九七式淡発煙筒
- 九七式信号発煙筒
- 九七式あか筒 - 秘匿名称：特種発煙筒「甲」
- 九九式発射発煙筒
- 一〇〇式発射照明筒
- 手投火焔瓶 - 衝突時に瞬発信管により発火するもの
  - 「テナカ」瓶 - 衝突時に薬剤の化学反応により発火するもの
  - 「ガソリン」瓶 - ビール瓶やサイダー瓶より急造したもので、手動で点火するもの
- 手投煙瓶
- ちび弾 - 「ちゃ瓶」、「手投まる瓶」、「手投まる缶」などとも
- 試製小あか筒
- 試製中あか筒
- 試製大あか筒
- 試製発射あか筒

### 地雷
- 戦車地雷 - 昭和5年制式制定
- 九三式戦車地雷
- 三式地雷
- 棒地雷

### 爆雷
- 九九式破甲爆雷
- 三式手投爆雷
- 刺突爆雷
- 円錐爆雷
- 半球爆雷
- 布団爆雷
- 急造爆雷

### 破壊筒
- 障碍物破壊筒 - 大正5年制式制定
- 九九式破壊筒

### 誘導弾・誘導爆弾
- イ号一型甲無線誘導弾
- イ号一型乙無線誘導弾
- イ号一型丙自動追尾誘導弾
- ケ号爆弾

### その他
- 風船爆弾

## 鉄道車両

### 機関車
- A/B形蒸気機関車
- K1形蒸気機関車
- K2形蒸気機関車
- E形蒸気機関車
- 118号・119号蒸気機関車

### 動力車（牽引車）
- 九一式広軌牽引車
- 九八式鉄道牽引車
- 一〇〇式鉄道牽引車
- 九五式装甲軌道車
- 九五式鉄道工作車

### 貨車
- 九一式軽貨車
- 九七式軽貨車

### 装甲列車
- 臨時装甲列車 （軽装甲列車）
- 九四式装甲列車 （重装甲列車）

## レーダー

### 地上レーダー
- 超短波警戒機甲
- 超短波警戒機乙
  - タチ6号
  - タチ7号
  - タチ18号
- タチ3号
- タチ4号

他

### 船舶レーダー
- タセ1号
- タセ2号

### 機上レーダー
- タキ1号
- タキ2号

### 射撃レーダー
- タチ1号
- タチ2号

## 通信機

### 無線機
- 地一号無線機
- 地二号無線機
- 地三号無線機
- 地四号無線機
- 九四式一号無線機
- 九四式二号甲無線機
- 九四式二号乙無線機
- 九四式二号丙無線機
- 九四式二号丁無線機
- 九四式三号甲無線機
- 九四式三号甲副受信機
- 九四式三号乙無線機
- 九四式三号乙無線機副受信機
- 九四式三号丙無線機
- 九四式三号丁無線機
- 九四式三号型特殊受信機
- 九四式三号型特種受信機代用甲
- 九四式四号甲無線機
- 九四式四号乙無線機
- 九四式四号丙無線機
- 九四式四号丙代用
- 九四式四号丁無線機
- 九四式四号型特殊受信機
- 九四式五号無線機
- 九四式六号無線機
- 九六式四号戊無線機
- 車輌無線機乙
- 車輌無線機丙
- 三式車輌無線機甲
- 三式車輌無線機乙
- 九四式対空一号無線機
- 九四式対空二号無線機
- 陸軍地一号方向探知機

### 航空無線機（無線電話）
- 九四式飛二号無線機
- 九四式飛三号無線機
- 九六式飛二号無線機
- 九九式飛一号無線機
- 九九式飛二号無線機
- 九九式飛三号無線機
- 四式飛三号無線機

### 有線通信機
- 九二式電話機（有線電話）

## 刀剣類

### 銃剣
- 三十年式銃剣
- 試製一式短剣
- 二式銃剣（二式短剣）
- 四式短剣
- 簡易銃剣 - 材質・形式を限定しない
- 「モ」式銃剣

### 軍刀
- 三十二年式軍刀
- 九五式軍刀
- 造兵刀

### 騎兵槍
- 騎兵槍
- 八八式騎兵槍

## 光学兵器
- 三七式双眼鏡
- 三七式砲隊鏡
- 八年式野戦重測遠機
- 十三年式双眼鏡
- 八九式対空望遠鏡
- 八九式双眼鏡
- 九〇式測高機
- 九二式測角機
- 九三式双眼鏡
- 九三式野戦測遠機
- 九三式五十糎観測鏡
- 九三式測高機
- 九三式砲隊鏡
- 九三式百五十糎探照灯
- 九四式測斜儀
- 九四式対空双眼鏡
- 九六式測遠機
- 九六式写真標定機
- 九七式十五糎双眼鏡
- 九八式十二糎双眼鏡
- 九八式砲隊鏡

### 小火器用照準眼鏡
- 九七式狙撃眼鏡
- 九九式狙撃眼鏡
- 九二式重機関銃眼鏡照準具
  - 九三式眼鏡照準具
  - 九四式眼鏡照準具
  - 九六式眼鏡照準具
- 九六式軽機関銃眼鏡
- 九九式軽機関銃眼鏡
- 九一式車載軽機関銃眼鏡
- 九二式車載十三粍機関銃眼鏡
- 九七式車載重機関銃眼鏡

### 射撃照準器
- 八九式射撃照準眼鏡
- 一〇〇式射撃照準器
- 三式射撃照準器
- メ10

### 爆撃照準器
- 八八式爆撃照準眼鏡
- 九九式爆撃照準器
- 四式自動爆撃照準器 （鹵獲ノルデン爆撃照準器のコピー）

## 化学兵器
- ちび弾
- あを剤 - 窒息剤
  - あを一号（ホスゲン）
- きい剤 - びらん剤
  - きい一号（イペリット、マスタードガス）
    - きい一号甲 - ドイツ式製造法によるもの
    - きい一号乙 - フランス式製造法によるもの
    - きい一号丙 - 不凍性イペリット

  - きい二号（ルイサイト）
- みどり剤 - 催涙剤
  - みどり一号
  - みどり二号
- あか剤 - くしゃみ剤
  - あか一号
- ちゃ剤 - 血液剤
  - ちゃ一号
- しろ剤 - 発煙剤
  - しろ一号

### 化学防護具
- 防毒覆面（一号防毒覆面、一号防毒面）
- 二号防毒覆面（二号防毒面）
  - 改造二号防毒面
- 八七式防毒面（八七式防毒面（甲））
- 九一式防毒面（九一式防毒面（甲））
- 九五式防毒面（甲）
- 九八式特一号防毒面
- 九八式特二号防毒面
- 九九式防毒面（甲）
- 九〇式防毒衣
- 九六式軽防毒具
- 九六式全防毒具
- 一〇〇式防毒面耐水具

## その他

### 軍用動物
- 軍馬 - 明治維新以来、日本在来馬を用いてきた陸軍は、日清戦争[2]、北清事変[3]、日露戦争[2]で、在来馬が欧米種と比較して馬体が小さく、気性が荒く、輓馬にも不向きであるという欠点に直面し、1906年（明治39年）より馬政第一次計画、1936年（昭和11年）より馬政第二次計画を策定し、在来馬の改良に努めることとなった[4]。陸軍は当初今日の日本輓系種に見られるような、「馬体が大きく砲兵輓馬に堪えうる巨大な馬」の産出を指向したが[5]、日本の農業の労働生産性向上も意識した神八三郎[6]らの建言に合意し、「日本人の体格に合致し、身体頑健・性格温和な小型の新品種」の作出を指向することとなった[2]。
  - 日本釧路種(神八三郎(1866年-1955年[7])により、日本人の体型に合致した小格重輓馬を指向し[5]、道産子とフランス原産の重種のペルシュロンを掛け合わせ、1932年（昭和7年）に作出。体高148cm前後で青毛[4]の輓馬向け品種であったという[2]。）
  - 奏上釧路種(神八三郎により1937年（昭和12年）[4]または1938年（昭和13年）[8][3]に作出。日本釧路種の改良型として、道産子と中間種のアングロ-ノルマン馬（英語版）を掛け合わせた[9]、鹿毛[4]の乗馬用品種であったという。)
- 軍犬
  - ジャーマン・シェパード・ドッグ
  - ドーベルマン
  - エアデール・テリア
- 軍鳩
  - 移動鳩(カワラバトを使役した伝書鳩であるが、日本陸軍では放鳩後に部隊が移動しても、鳩が部隊の移動先に必ず戻ってくるという極めて特殊な運用形態が実用化されていた[10]。)

### 架橋器材
- 甲車載式架橋器材
- 乙車載式架橋器材
- 一〇〇式架橋器材
- 新耐重橋

### 投擲機・阻塞弾発射機
- 九八式投擲機
- 打上筒（阻塞弾発射機）

### 火炎放射器（火焔発射機）
- 一号火焔発射器
- 二号火焔発射器
- 九三式小火焔発射機（九三式火炎放射器）
- 九五式五号火焔発射機
- 一〇〇式火焔発射機（一〇〇式火炎放射器）

### 聴音機
- 空中聴音機
  - 九〇式小空中聴音機
  - 九〇式大空中聴音機
  - 九三式聴音機
  - 九五式大空中聴音機
- 水中聴音機(パッシブ・ソナー)
  - 対潜水艦用水中音響兵器「す号機(またはす号装置)」

### ソナー
- 上陸舟艇用探雷機「ら号装置」 - 探知距離最大500m。主に駆逐艇などの小型舟艇に装備。
- 対潜水艦用水中音響兵器「す号機(またはす号装置)」 - 探知距離最大2000m。主に1万トン級の陸軍特殊船などに装備。

### 陶器製の兵器・物資
- 三式地雷 - 海軍でも「小型地雷」の名称で採用
- 陶器製手榴弾 - 制式名称不明。海軍の「（仮称）手榴弾四型」とは形状が異なる
- 防衛食容器

### 保安設備
- 掩体壕
- 防空壕
- 塹壕
- 特火点